# Кертис Џерелс
Кертис Луис Џерелс (енгл. Curtis Lewis Jerrells, Остин, САД, 5. фебруар 1987) бивши је амерички кошаркаш. Играо је на позицији плејмејкера.

## Колеџ каријера
Џерелс је четири године био стартер у Дел вел средњој школи у родном граду Остину.
Џерелс је четири године играо кошарку на универзитету Бејлор. Био је први играч у историји тог универзитета који је био најбољи стрелац и асистент све четири сезоне.
На првој години Џерелс је био стартер на свим утакмицама. Био је најбољи стрелац, асистент и имао највише украдених лопти и највише одиграних минута за свој тим.
Када је био на другој години Џерелс је поново био најбољи стрелац и асистент свог тима. Био је стартер на свим утакмицама које је одиграо његов тим.
На трећој години Џерелс је изабран у први тим великих 12. Одиграо је у просеку највише минута за свој тим. Био је најбољи стрелац и асистет свог тима.
Док је био на четвртој години Џерелс је изабран у најбољи тим НИТ турнира 2009. Изабран је у трећи тим великих 12 који су бирали тренери. Поново је био најбољи стрелац и асистент свог тима.

### Статистика
| Сезона  | Тим    | Утакмице | Минути | Асистенције | Украдене лопте | Поени |
| ------- | ------ | -------- | ------ | ----------- | -------------- | ----- |
| 2005–06 | Бејлор | 17       | 33,4   | 3,3         | 1,4            | 13,5  |
| 2006–07 | Бејлор | 31       | 32,9   | 3,8         | 1,1            | 15,0  |
| 2007–08 | Бејлор | 32       | 31,2   | 3,8         | 1,3            | 15,3  |
| 2008–09 | Бејлор | 39       | 34,6   | 4,9         | 1,5            | 16,3  |

## Професионална каријера
У септембру 2009. године Џерелс је потписао за Сан Антонио спарсе и прикључио се њиховом тиму у летњој лиги. Није успео да се избори за место у тиму па су га Спарси послали у развојну лигу у Остин торосе. Џерелс се добрим партијама наметнуо Спарсима па је потписао уговор са њима 24. марта 2009. године, али је одмах враћен у развојну лигу.
Џерелс је поново играо за Спарсе у летњој лиги 2010. године. Његове игре запазио је главни менаџер Њу Орлеанс Хорнетса, Дел Демпс који је раније радио као скаут у Сан Антонију. Дана 18. октобра 2010. године Џерелс је прешао у Хорнетсе у замену за пика из друге рунде на следећем драфту. Џерелс је добио отказ само недељу дана пошто је прешао у Хорнетсе пред сам крај тренинг кампа.
Дана 27. новембра 2010. године Џерелс је отишао у Европу и потписао уговор са Партизаном до краја сезоне 2010/11. Са Партизаном је освојио јадранску лигу, Кошаркашку лигу Србије и Куп Радивоја Кораћа. У јуну 2011. године Џерелс је потписао двогодишњи уговор са кошаркашким клубом из Турске, Фенербахче Улкером.
У марту 2012. године Џерелс је потписао уговор са шпанском Мурсијом. Након само недељу дана и два одиграна меча поломио је стопало, па је због повреде пропустио остатак сезоне.
Дана 29. августа 2012. године Џерелс је потписао уговор са турским Бешикташом.
У марту 2013. се вратио у развојну лигу и потписао са Мејн ред клозе где је играо до краја сезоне.
У августу 2013. је потписао уговор са екипом Емпорио Арманија. Са њима је освојио италијанско првенство 2014.
У јулу 2014. је потписао двогодишњи уговор са екипом УНИКС-а.

## Успеси

### Клупски
- Партизан:
  - Јадранска лига (1): 2010/11.
  - Првенство Србије (1): 2010/11.
  - Куп Радивоја Кораћа (1): 2011.
- Бешикташ:
  - Суперкуп Турске (1): 2012.
- Олимпија Милано:
  - Првенство Италије (2): 2013/14, 2017/18.
  - Суперкуп Италије (1): 2018.
- Галатасарај:
  - Еврокуп (1): 2015/16.
- Хапоел Јерусалим:
  - Првенство Израела (1): 2016/17.
  - Лига куп Израела (1): 2016.
- Динамо Сасари:
  - Суперкуп Италије (1): 2019.

### Појединачни
- Идеални тим Еврокупа — прва постава (1): 2016/17.
- Најкориснији играч финала Првенства Србије (1) : 2010/11.
- Најкориснији играч Лига купа Израела (1): 2016.
- Најкориснији играч Суперкупа Италије (1): 2019.